# Vuelo 823 de Nusantara Buana Air
El vuelo 823 de Nusantara Buana Air fue un vuelo nacional de pasajeros operado por un avión turbohélice CASA C-212 Aviocar de la aerolínea Nusantara Buana Air, que el día jueves 29 de septiembre de 2011 se estrelló a medio camino de su vuelo desde el Aeropuerto Internacional Polonia en Indonesia. El accidente acabó con la vida de las dieciocho personas que viajaban a bordo; dieciséis pasajeros y los dos pilotos.
La posterior investigación realizada por el Comité Nacional de Seguridad del Transporte de Indonesia encontró que en el momento del accidente la aeronave volaba dentro de una nube y la tripulación perdió contacto visual con el suelo. El accidente fue clasificado como un vuelo controlado contra el terreno (CFIT).

## Consecuencias

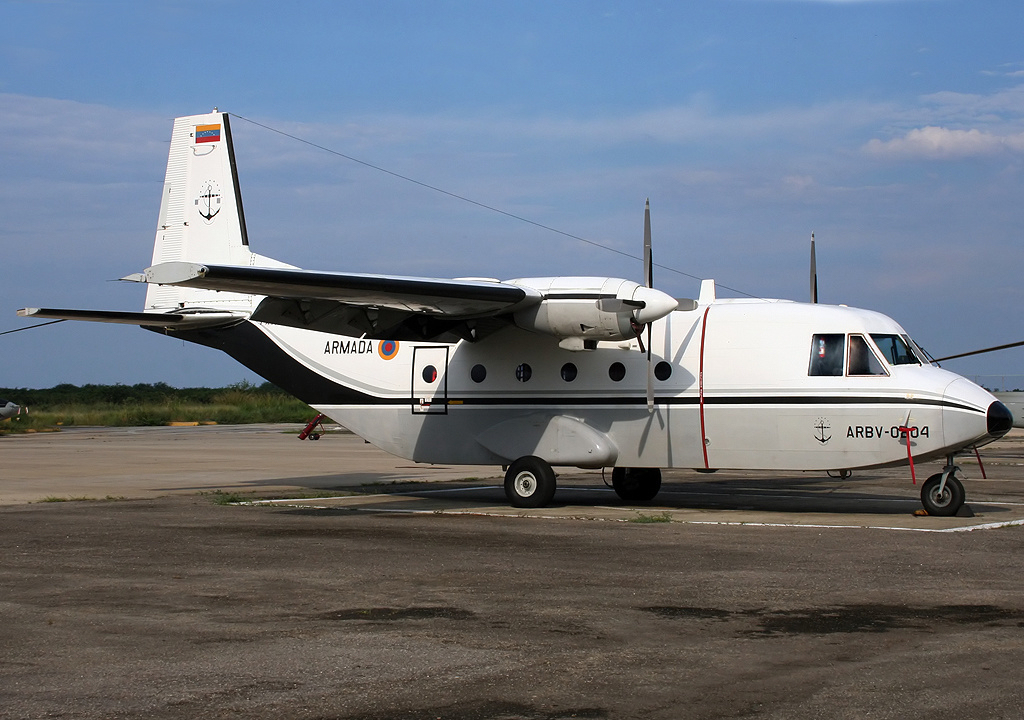
Un avión similar al accidentado

Tras el accidente, el Gobierno Indonesio suspendió el Certificado de Operador Aéreo de Nusantara Buana Air. Esto produjo que quedasen en tierra todos los vuelos de Nusantara Buana Air.

## Vuelo
El avión partió de Medan, Indonesia a las 07:28 en un vuelo nacional a Kutacane. La hora estimada de llegada fue a las 07:58. El vuelo se realizó bajo las Reglas de Vuelo Visual (VFR).
A las 07:32, la aeronave se puso en contacto con el controlador del Director Medan e informó que pasó 4000 y subió a 8000 pies. La hora estimada de llegada a Kutacane se revisó a las 07:50 y el piloto solicitó volar directamente al punto "PAPA".
Aproximadamente a las 07:41, la tripulación intentó establecer contacto por radio con Kutacane, pero no hubo respuesta. El contacto de radar se perdió a las 07:50. Los restos fueron avistados en un bosque en la ladera de una montaña a una altura de 5055 pies. Un grupo de rescate llegó al lugar el 1 de octubre y descubrió que todos los que estaban a bordo habían muerto.

## Pasajeros y tripulación
Había 18 personas a bordo, que consistían en dos pilotos y 16 pasajeros, incluidos dos niños y dos bebés. El capitán tenía 5.935 horas de experiencia de vuelo y 3.730 horas en el CASA C-212. El primer oficial tenía 2.500 horas de experiencia de vuelo y 1.100 horas en tipo y fue piloto del ejército indonesio.

## Investigación e informe final
La NTSC de Indonesia fue la encargada de investigar las causas del accidente. A partir del análisis de la grabadora de voz de la cabina, el Comité Nacional de Seguridad en el Transporte (NTSC) concluyó que la tripulación eligió continuar volando con un clima que estaba por debajo de los mínimos VFR, es decir, la visibilidad mínima y la distancia desde la nube requerida para volar de acuerdo con el vuelo visual. reglas, como había planeado hacer el vuelo accidentado. 
Posteriormente, la tripulación perdió conciencia de la situación hasta que la aeronave impactó contra la ladera de una montaña, sin que la tripulación tomara ninguna medida para evitar el impacto. El informe señaló que la tripulación no había recibido entrenamiento específico de CFIT ni entrenamiento de Reducción de Accidentes de Aproximación y Aterrizaje (ALAR). 
Tras la pérdida del vuelo 823, Nusantara Buana Air tomó una serie de medidas de seguridad, enfatizando la importancia de mantener las condiciones meteorológicas visuales durante los vuelos VFR. El NTSC se mostró satisfecho de que tales medidas fueran adecuadas, pero emitió más recomendaciones de seguridad a la Dirección General de Aviación Civil de Indonesia para mejorar la supervisión de los operadores y la provisión de capacitación CFIT y ALAR a los pilotos.
Después de un año y 10 meses, se concluyó que el avión se estrelló por las siguientes posibles causas:
- El vuelo fue en VFR, sin embargo ambos pilotos acordaron volar hacia la nube, en consecuencia, la tripulación de vuelo no tuvo conciencia de la situación debido a la pérdida de referencias visuales al suelo y ninguna acción de recuperación o tardía antes del impacto debido a la baja visibilidad.
- Hubo una falta de buena coordinación de la tripulación debido a la pronunciada pendiente de transición de la cabina.
- No hubo lectura de listas de verificación ni instrucciones para la tripulación.

La NTSC emitió recomendaciones preliminares de seguridad, reiterando la importancia de la capacitación CFIT y para evitar vuelos VFR sobre terreno montañoso con la posible formación de nubes.
- Asegurar la implementación del entrenamiento de Control de Vuelo al Terreno (CFIT) y Reducción de Accidentes de Aproximación y Aterrizaje (ALAR)
- Mejorar la calidad y cantidad de operación inspectora para asegurar la vigilancia de la DGAC al operador.